# Дубровицький район
Дубро́вицький райо́н (у 1940—1944 роках — Домбровицький) — колишній район на північному заході Рівненської області. Центр — місто Дубровиця. Площа району становила 1,8 тис. км² (9,1 % обласної території). Населення — 47,1 тис. мешканців (2019). Через район проходила залізниця Рівне — Сарни — Лунинець (Білорусь) і автошлях Рівне — Житковичі (Білорусь) (М21). Район ліквідований під час адміністративно-територіальної реформи 2020 року, територія району включена до складу Сарненського району.

## Географія

### Розташування
Район лежвать у межах Поліської низовини та Волинського Полісся. Площа району — 1818,5 км² (9,1 % обласної території).
Межув на півночі й північному сході з Берестейською областю Білорусі, на сході з Рокитнівським, на півдні із Сарненським, на заході із Зарічненським і Володимирецьким районами Рівненської області.
Протяжність лінії державного кордону з Білоруссю на півночі становила 65 км. Діяли два митні пости — у Городищі та Удрицьку.
Район був розташований на залізничній магістралі Рівне — Сарни — Лунинець і перетині автодоріг Рівне — Дубровиця — Городище — Столин та Рівне — Дубровиця — Зарічне — Прикладники — Пінськ.

### Клімат
Район розташований у вологій та помірно теплій агрокліматичній зоні. Пересічна температура січня -5 °C, липня +18 °C. Близько 160 днів на рік охоплює період з температурою понад +10 °C. Опадів 620—680 мм на рік, найбільше випадає в літні місяці.

### Рельєф
Поверхня району — хвиляста алювіальна низовина, розділена на дві частини річкою Горинь. Лівобережна частина має горбистий рельєф з горбами та пасмами заввишки 8-12 м, які чергуються із сусідніми до Волинського пасма вирівняними заболоченими просторами Верхньоприп'ятської низовини, а правобережна — заболочені простори з еоловими формами рельєфу (валами, дюнами) заввишки 5-8 м. Понад 30 % району охоплюють дерново-підзолисті ґрунти, поширені також дернові оглеєні, торфово-болотні та лучні різновиди. Понад 670 га — піски. Понад 48 % площі району покривають ліси з породами: сосна (71 % площі лісів), вільха чорна, береза (12,5 %), дуб, осика, липа, клен, ялина. Крім того, на заплавах річок трапляються різновиди болотної рослинності та лучне різнотрав'я. На території району містяться родовища кварцових пісків (Дубровицьке родовище), торфу (Дубняки, Коровинське родовище тощо) та глин. Корисні копалини району: бурштин, торф, глина, пісок.

### Адміністративно-територіальний устрій
Населених пунктів на час ліквідації району — 59, з них — одне місто та 58 сіл. Станом на 2020 місцеве самоврядування в Дубровицькому районі було представлене 1 міською радою, 2 сільськими об'єднаними територіальними громадами та 17 сільськими радами. Районні органи влади — Дубровицька районна рада та Дубровицька районна державна адміністрація.
Адміністративно-територіальний устрій на 2017 рік:
| Адміністративно-територіальний устрій |                  |
| --- | ---------------- |
| \| Рада та її населені пункти \| Населення (2017) \| \| ------------------------------ \| ---------------- \| \| Дубровицька міська рада \| 9525 \| \| Місто Дубровиця \| 9525 \| \| Бережківська сільська рада \| 1830 \| \| Село Бережки \| 1518 \| \| Село Узлісся \| 312 \| \| Бережницька сільська рада \| 1079 \| \| Село Бережниця \| 582 \| \| Село Білаші \| 31 \| \| Село Підлісне \| 466 \| \| Берестівська сільська рада \| 2502 \| \| Село Берестя \| 2502 \| \| Великоозерянська сільська рада \| 1119 \| \| Село Великі Озера \| 811 \| \| Село Великий Черемель \| 143 \| \| Село Різки \| 24 \| \| Село Шахи \| 141 \| \| Велюнська сільська рада \| 788 \| \| Село Велюнь \| 641 \| \| Село Загребля \| 147 \| \| Залузька сільська рада \| 1617 \| \| Село Залужжя \| 1617 \| \| Висоцька сільська громада \| 4551 \| \| Село Висоцьк \| 2057 \| \| Село Вербівка \| 479 \| \| Село Хилін \| 18 \| \| Село Людинь \| 702 \| \| Село Золоте \| 563 \| \| Село Партизанське \| 191 \| \| Село Рудня \| 541 \| \| Колківська сільська рада \| 2816 \| \| Село Колки \| 1754 \| \| Село Заслуччя \| 804 \| \| Село Порубка \| 258 \| \| Лісівська сільська рада \| 1027 \| \| Село Лісове \| 453 \| \| Село Озерськ \| 574 \| \| Лютинська сільська рада \| 1183 \| \| Село Лютинськ \| 1183 \| \| Миляцька сільська громада \| 6384 \| \| Село Миляч \| 1051 \| \| Село Біле \| 279 \| \| Село Лугове \| 538 \| \| Село Жадень \| 897 \| \| Село Переброди \| 1413 \| \| Село Будимля \| 589 \| \| Село Удрицьк \| 850 \| \| Село Смородськ \| 643 \| \| Село Хочин \| 124 \| \| Мочулищенська сільська рада \| 1540 \| \| Село Мочулище \| 568 \| \| Село Крупове \| 730 \| \| Село Острівці \| 242 \| \| Нивецька сільська рада \| 649 \| \| Село Нивецьк \| 421 \| \| Село Грицьки \| 208 \| \| Село Працюки \| 20 \| \| Осівська сільська рада \| 1023 \| \| Село Осова \| 1023 \| \| Сварицевицька сільська рада \| 2495 \| \| Село Сварицевичі \| 1909 \| \| Село Зелень \| 586 \| \| Селецька сільська рада \| 2336 \| \| Село Селець \| 1828 \| \| Село Ясинець \| 508 \| \| Соломіївська сільська рада \| 2697 \| \| Село Соломіївка \| 543 \| \| Село Кураш \| 295 \| \| Село Орв'яниця \| 1859 \| \| Трипутнянська сільська рада \| 1473 \| \| Село Трипутня \| 605 \| \| Село Вільне \| 62 \| \| Село Грані \| 100 \| \| Село Залішани \| 102 \| \| Село Кривиця \| 237 \| \| Село Літвиця \| 367 \| \| Туменська сільська рада \| 1348 \| \| Село Тумень \| 525 \| \| Село Бродець \| 245 \| \| Село Городище \| 578 \| |                  |
| Рада та її населені пункти | Населення (2017) |
| Дубровицька міська рада | 9525             |
| Місто Дубровиця | 9525             |
| Бережківська сільська рада | 1830             |
| Село Бережки | 1518             |
| Село Узлісся | 312              |
| Бережницька сільська рада | 1079             |
| Село Бережниця | 582              |
| Село Білаші | 31               |
| Село Підлісне | 466              |
| Берестівська сільська рада | 2502             |
| Село Берестя | 2502             |
| Великоозерянська сільська рада | 1119             |
| Село Великі Озера | 811              |
| Село Великий Черемель | 143              |
| Село Різки | 24               |
| Село Шахи | 141              |
| Велюнська сільська рада | 788              |
| Село Велюнь | 641              |
| Село Загребля | 147              |
| Залузька сільська рада | 1617             |
| Село Залужжя | 1617             |
| Висоцька сільська громада | 4551             |
| Село Висоцьк | 2057             |
| Село Вербівка | 479              |
| Село Хилін | 18               |
| Село Людинь | 702              |
| Село Золоте | 563              |
| Село Партизанське | 191              |
| Село Рудня | 541              |
| Колківська сільська рада | 2816             |
| Село Колки | 1754             |
| Село Заслуччя | 804              |
| Село Порубка | 258              |
| Лісівська сільська рада | 1027             |
| Село Лісове | 453              |
| Село Озерськ | 574              |
| Лютинська сільська рада | 1183             |
| Село Лютинськ | 1183             |
| Миляцька сільська громада | 6384             |
| Село Миляч | 1051             |
| Село Біле | 279              |
| Село Лугове | 538              |
| Село Жадень | 897              |
| Село Переброди | 1413             |
| Село Будимля | 589              |
| Село Удрицьк | 850              |
| Село Смородськ | 643              |
| Село Хочин | 124              |
| Мочулищенська сільська рада | 1540             |
| Село Мочулище | 568              |
| Село Крупове | 730              |
| Село Острівці | 242              |
| Нивецька сільська рада | 649              |
| Село Нивецьк | 421              |
| Село Грицьки | 208              |
| Село Працюки | 20               |
| Осівська сільська рада | 1023             |
| Село Осова | 1023             |
| Сварицевицька сільська рада | 2495             |
| Село Сварицевичі | 1909             |
| Село Зелень | 586              |
| Селецька сільська рада | 2336             |
| Село Селець | 1828             |
| Село Ясинець | 508              |
| Соломіївська сільська рада | 2697             |
| Село Соломіївка | 543              |
| Село Кураш | 295              |
| Село Орв'яниця | 1859             |
| Трипутнянська сільська рада | 1473             |
| Село Трипутня | 605              |
| Село Вільне | 62               |
| Село Грані | 100              |
| Село Залішани | 102              |
| Село Кривиця | 237              |
| Село Літвиця | 367              |
| Туменська сільська рада | 1348             |
| Село Тумень | 525              |
| Село Бродець | 245              |
| Село Городище | 578              |

### Водні ресурси
У Дубровицькому районі нараховується 17 річок довжиною понад 10 км (загальна довжина — 428 км) та 141 річка довжиною до 10 км (загальна довжина — 428 км). Територією району течуть річки Горинь, Случ, Чаква, Льва, Бережанка, Сирець, Стубла, та інші.
На території району міститься низка невеликих природних озер загальною площею 339 га та декілька ставків і водойм загальною площею 140 га. Серед яких — Велике Почаївське, озеро природного походження, пам'ятка природи загальнодержавного значення площею 58 га, а також озера Великі, Сомине, Верхнє, Озерське, Сіріус та інші. На півночі району болота Гало, Красне, Морочне.

### Фауна
З представників тваринного світу, занесених до Червоної книги України, на території Дубровицького району трапляються: кіт лісовий, змієїд (на окраїнах великих лісових масивів), беркут (вікові дерева у лісових хащах села Переброди), шуліка рудий (глибинні ділянки лісових масивів поблизу села Переброди), журавель сірий (відкриті болота), пугач (молоді соснові ліси), бражник джмелевидка (луки, схили, галявини), бражник мертва голова (сади, парки, пасіки), шовкопряд-ендроміс (береза, липа, граб, ліщина), шовкопряд кульбабовий (теплі сухі луки, схили), сатурнія-аглія (ліси, просіки).

### Гриби
На території Дубровицького району трапляється занесена до Червоної книги України сироїжка синювата (поблизу села Крупове).

### Природно-заповідний фонд
На території Дубровицького району була розташована низка об'єктів природно-заповідного фонду:
- Держвані заказники загальнодержавного значення
  - Почаївський заказник — ландшафтний заказник загальнодержавного значення площею 905 га, розташований поблизу села Висоцьк.[17][14][10][7]
  - Висоцький заказник — лісовий заказник загальнодержавного значення площею 110 га, розташований поблизу села Висоцьк.[17][14][10][7]
  - Золотинський заказник — ботанічний заказник загальнодержавного значення площею 3016 га, розташований поблизу села Золоте.[17][14][10][7]
  - Озерський заказник — ботанічний заказник загальнодержавного значення площею 1276 га, розташований поблизу села Людинь.[17][14][10][7]
  - Перебродівський заказник — загальнозоологічний заказник загальнодержавного значення площею 16530 га, розташований поблизу села Переброди та у північно-західній частині Рокитнівського району.[17][10]
  - Сварицевицький заказник — ботанічний заказник загальнодержавного значення.[14][7]
  - Озеро Велике Почаївське — гідрологічний заказник загальнодержавного значення.
- Державні заказники місцевого значення
  - Літвицький заказник — лісовий заказник місцевого значення площею 74 га, розташований в Літвицькому лісництві.[18][10][7]
  - Великоозерянський заказник — ботанічний заказник місцевого значення.
- Державні пам'ятки природи
  - Велике Почаївське озеро — озеро природного походження, пам'ятка природи загальнодержавного значення площею 58 га.[14]
  - Дендропарк — комплексна державна пам'ятка природи місцевого значення площею 1 га, розташована в селі Миляч.[19]
  - Висоцький дендропарк — комплексна державна пам'ятка природи місцевого значення площею 1,5 га, розташована в селі Висоцьк.[19][7]
  - Трипутнянський парк — комплексна державна пам'ятка природи місцевого значення площею 3 га, розташована в Трипутнянському лісництві.[19][7]
  - Урочище «Жаденське» — комплексна державна пам'ятка природи місцевого значення площею 0,6 га, розташована в селі Жадень.[19][7]
  - Дуби віковічні — ботанічна державна пам'ятка природи місцевого значення площею 3 га, розташована в селі Великі Озера.[19]
  - Більський дендропарк — комплексна пам'ятка природи місцевого значення.[7]
  - Дубровицький дендропарк — пам'ятка природи місцевого значення.[7]
- Державні заповідні урочища
  - Більське урочище — лісове заповідне урочище площею 10 га, розташоване в Більському лісництві.[20][7]
  - Золотинське урочище — лісове заповідне урочище площею 12 га, розташоване в Золотинському лісництві.[20][7]
  - Поліська діброва — державне заповідне лісове урочище місцевого значення площею 26 га, розташоване в Дубровицькому лісництві.[20][7]
  - Висоцьке заповідне урочище[7]

Крім того, на території району частково розташований Рівненський природний заповідник загальнодержавного значення, який охоплює Перебродівський болотний масив.

### Екологія
Внаслідок Чорнобильської катастрофи район було здебільшого віднесено до третьої зони радіаційного забруднення, а село Будимля — до другої.

## Історія

### Передісторія
Перша писемна згадка міста Дубровиця була 1005 року в розподілі землі Володимиром Великим між новоствореною Турівською та Київською митрополіями. Вся ця територія була заселена деревлянами. Коли племена слов'ян були об'єднані в Київську Русь, держава древлян припинила своє існування. Під час міжусобиць на Русі, ця територія відійшла до Турово-Пінського князівства. В кінці XVI століття Дубровиця та інші села сучасного району входили до Пінського повіту Брестсько-Литовського воєводства.
У XVII столітті територія відносилася до Берестейського воєводства. Протягом короткого часу входила до території, на яку поширювалася українська гетьманська адміністрація. Коли Правобережжя було відійшло до Росії, територія району (більша частина) ввійшла до Пінського повіту Мінської губернії, а 1805 року він був віднесений до Рівненського повіту Волинської губернії.
Напередодні реформи 1921 року існувала вже Дубровицька волость Волинської губернії. 1921 року волость перейшла під владу Польщі. Спочатку територія входила до Сарненського повіту Поліського воєводства, а в кінці 1930 року — у складі цього ж повіту до Волинського воєводства. У 1934 було впроваджено новий адміністративний поділ, за яким на кілька сіл утворювалася одна гміна. Було створено Дубровицьку гміну.

### Утворення району та Друга світова війна
17 вересня 1939 року західноукраїнські та західнобілоруські землі переходять до СРСР. На основі ухваленого Верховною Радою УРСР на третій позачерговій сесії закону від 15 листопада 1939 року про прийняття Західної України до складу Української Радянської Соціалістичної Республіки серед інших був утворений Рівненська область. Дубровицький район утворений указом Президії Верховної Ради УРСР від 17 січня 1940 року, внаслідок якого замість повітів в областях Західної України утворювалися райони. У лютому 1940 року в Дубровицькому районі створено 23 сільські ради. 15 грудня 1940 року відбулися вибори до міських та сільських Рад депутатів трудящих.
22 червня 1941 року розпочалася німецько-радянська війна і вже на початку липня 1941 року Дубровицький район зайняли німецькій війська. Нацистський режим за 1942—1943 роки знищив 989 єврейських родин, вбивав та відправляв на примусові роботи в Німеччину українців.
Деякі мешканці району долучилися до руху опору встановленій владі. Діяло українське націоналістичне та радянське партизанське підпілля. Також був активним прорадянський польський партизанський загін Роберта Сатановського.
Серед загонів УПА особливо активними були бійці «Поліської Січі» Тараса Бульби-Боровця. Встановлено 2187 учасників української національно-визвольної боротьби на території Дубровицького району, з них 972 загинуло та 880 репресовано.
Радянські партизани та підпільники на території району здійснювали диверсії та збирали розвідувальні дані. У боях за звільнення Дубровицького району від німецьких сил загинуло 866 бійців радянських збройних сил, партизанів і підпільників. Понад 7700 уродженців району взяли участь у Німецько-радянській війні у складі Червоної армії, з них майже 400 були нагороджені бойовими нагородами. На території району встановлено 20 пам'ятників і обелісків загиблим військовикам.
7 січня 1944 року частини 397 Сарненської Богдана Хмельницького стрілецької дивізії спільно з партизанським з'єднанням Сабурова вибили німецькі частини з території району. Після повторного встановлення радянської влади було заборонене приватне підприємництво, здійснювалися примусова колективізація та депортація родин учасників національно-визвольної боротьби. Водночас відкривалися заклади культури та охорони здоров'я, школи, створювалися підприємства, велося будівництво.
У 1944 році на території району діяли підрозділи УПА — боївка СБ «Стіжка» та група «Кармелюка». Підпілля УПА продовжувало боротьбу проти радянської влади до кінця 1940-х — середини 1950-х років.

### Повоєнний період
15 серпня 1944 року указом Президії Верховної Ради УРСР Домбровиця перейменована на Дубровицю, а Домбровицький район — на Дубровицький. У 1947 році в Колках було створено перший у районі післявоєнний колгосп. За даними Дубровицького районного відділу МДБ станом на квітень 1948 року було виселено 132 родини «бандпособників» і націоналістів. У 1950 році почалася нова кампанія з виключення з колгоспів «бандпособницьких» родин, станом на 20 червня 1950 року в Дубровицькому районі було виключено 75 родин. У 1950 році в районі була завершена колективізація одноосібних селянських господарств.
У 1959 році в процесі укрупнення районів в УРСР Висоцький район був розділений між сусідніми районами — північна його частина увійшла до складу Зарічненського району, а південна — до Дубровицького району. Зокрема до Дубровицького району були включені села: Сварицевицької сільської ради (Сварицевичі, Зелень), Лісівської (Озерськ та Замороченнє (сьогодні Лісове)), Людинської (Пузня (сьогодні Партизанське), Золоте, Людинь, Рудня), Лютинської (Лютинськ), Висоцької (Висоцьк, Річиця (сьогодні Вербівка), Хилін), Удрицької (Удрицьк, Смородськ, Хочин), Жаденської (Жадень), Миляцької (Миляч, Біле), Велюнської (Велюнь, Загребля), Перебродівської (Переброди, Будимля), Озерянської (сьогодні Великоозерянської) (Великі Озера, Шахи, Різки). Через укрупнення деякі села були перейменовані, зокрема Хлівці — на Заслуччя, Островці — на Червоне тощо.
А в 1962–1966 роках з Дубровицьким районом об'єднувалися Володимирецький і Зарічненський райони. За його розміри район називали «Велика Дубровиця» або «Маленька Бельгія».
5 лютого 1965 року указом Президії Верховної Ради Української РСР передано Біленську, Борівську, Великотелковицьку, Кухітсько-Вільську та Перекальську сільради Дубровицького району до складу Володимирецького району, а Залізницьку та Судченську Дубровицького району — до складу Любешівського району Волинської області.
У 1973 році в районі діяло 3 радгоспи, 17 колгоспів, 7 підприємств, 6 будівельних організацій, об'єднання «Сільгосптехніки», 53 медичні заклади, музична школа, профтехучилище, 8 будинків культури, 44 клуби, 46 бібліотек, 4 кінотеатри, 47 кіноустановок. Діяли 48 загальноосвітніх шкіл (з них 11 середніх, 27 восьмирічних та 10 початкових), у яких навчалося 13 930 учнів та працювало 820 учителів.

### Період незалежності України
Під час адміністративно-територіальної реформи постановою Верховної Ради України № 807-IX від 17 липня 2020 року ліквідований Дубровицький район, його місьці та сільські територіальні громади увійшли до складу Сарненського району.

## Населення
Станом на 1 січня 2019 року населення Дубровицького району становило 47 103 особи, з них міського населення — 9424 особи, сільського — 37 679 осіб. Щільність населення — 28,26 осіб/км².

### Національний склад
Національний склад населення Дубровицького району станом на 2011 рік:
| Національність | Кількість осіб | %        |
| -------------- | -------------- | -------- |
| Українці       | 50730          | 98,63 %  |
| Росіяни        | 333            | 0,65 %   |
| Білоруси       | 284            | 0,55 %   |
| Поляки         | 12             | 0,02 %   |
| Інші           | 78             | 0,15 %   |
| Разом          | 51437          | 100,00 % |

### Мова
Розподіл населення за рідною мовою за даними перепису 2001 року:
| Мова       | Відсоток |
| ---------- | -------- |
| українська | 98,92 %  |
| російська  | 0,65 %   |
| білоруська | 0,36 %   |
| вірменська | 0,01 %   |
| молдовська | 0,01 %   |

### Вікова і статева структура
Розподіл населення за віком та статтю станом на 2001 рік:
| Стать | Всього | До 15 років | 15-24 | 25-44 | 45-64 | 65-85 | Понад 85 |
| --- | ------ | ----------- | ----- | ----- | ----- | ----- | -------- |
| Чоловіки | 24 898 | 5937        | 3462  | 7734  | 4955  | 2728  | 82       |
| Жінки | 26 535 | 5670        | 3204  | 6946  | 5494  | 4902  | 319      |
| \| Статево-вікова піраміда \| Статево-вікова піраміда \| Статево-вікова піраміда \| \| ----------------------- \| ----------------------- \| ----------------------- \| \| Чоловіки \| Вік \| Жінки \| \| 82 \| 85 + \| 319 \| \| 179 \| 80-84 \| 448 \| \| 420 \| 75-79 \| 1096 \| \| 1001 \| 70-74 \| 1619 \| \| 1128 \| 65-69 \| 1739 \| \| 1264 \| 60-64 \| 1786 \| \| 787 \| 55-59 \| 939 \| \| 1336 \| 50-54 \| 1372 \| \| 1568 \| 45-49 \| 1397 \| \| 2065 \| 40-44 \| 1813 \| \| 1851 \| 35-39 \| 1651 \| \| 1887 \| 30-34 \| 1668 \| \| 1931 \| 25-29 \| 1814 \| \| 1772 \| 20-24 \| 1676 \| \| 1690 \| 15-20 \| 1528 \| \| 2137 \| 10-14 \| 2011 \| \| 2108 \| 5-9 \| 1947 \| \| 1692 \| 0-4 \| 1712 \| |        |             |       |       |       |       |          |
| Статево-вікова піраміда |        |             |       |       |       |       |          |
| Чоловіки | Вік    | Жінки       |       |       |       |       |          |
| 82 | 85 +   | 319         |       |       |       |       |          |
| 179 | 80-84  | 448         |       |       |       |       |          |
| 420 | 75-79  | 1096        |       |       |       |       |          |
| 1001 | 70-74  | 1619        |       |       |       |       |          |
| 1128 | 65-69  | 1739        |       |       |       |       |          |
| 1264 | 60-64  | 1786        |       |       |       |       |          |
| 787 | 55-59  | 939         |       |       |       |       |          |
| 1336 | 50-54  | 1372        |       |       |       |       |          |
| 1568 | 45-49  | 1397        |       |       |       |       |          |
| 2065 | 40-44  | 1813        |       |       |       |       |          |
| 1851 | 35-39  | 1651        |       |       |       |       |          |
| 1887 | 30-34  | 1668        |       |       |       |       |          |
| 1931 | 25-29  | 1814        |       |       |       |       |          |
| 1772 | 20-24  | 1676        |       |       |       |       |          |
| 1690 | 15-20  | 1528        |       |       |       |       |          |
| 2137 | 10-14  | 2011        |       |       |       |       |          |
| 2108 | 5-9    | 1947        |       |       |       |       |          |
| 1692 | 0-4    | 1712        |       |       |       |       |          |

Структура жителів району за віком і статтю станом на 2011 рік:
| Вік   | Чоловіків | Жінок | Разом |
| ----- | --------- | ----- | ----- |
| 0-17  | 6239      | 5977  | 12216 |
| 18-39 | 7829      | 7248  | 15077 |
| 40-59 | 6325      | 6200  | 12525 |
| 60+   | 3852      | 5499  | 9351  |
| Разом | 24245     | 24923 | 49168 |

### Соціально-економічні показники
| Працездатне населення | Працездатне населення | Працездатне населення | Непрацездатне населення | Непрацездатне населення | Непрацездатне населення | Все населення |
| Чоловіки              | Жінки                 | Разом                 | Чоловіки                | Жінки                   | Разом                   | 49168         |
| --------------------- | --------------------- | --------------------- | ----------------------- | ----------------------- | ----------------------- | ------------- |
| 12867                 | 13546                 | 26391                 | 7513                    | 8956                    | 16459                   | 49168         |

| Зайняті  | Зайняті | Зайняті | Безробітні | Безробітні | Безробітні | Все населення |
| Чоловіки | Жінки   | Разом   | Чоловіки   | Жінки      | Разом      | 49168         |
| -------- | ------- | ------- | ---------- | ---------- | ---------- | ------------- |
| 4349     | 5558    | 9910    | 7766       | 6284       | 14051      | 49168         |

| Дорослі | Діти  | Пенсіонери | Інваліди Німецько-радянської війни | Учасники бойових дій | Інваліди всіх груп і категорій | Люди, які обслуговуються служб. соц. допом. на дому | Неповні сім'ї | Діти з неповних сімей | Багатодітні сім'ї | Діти з багатодітних сімей | Діти-інваліди | Діти-сироти | Одинокі багатодітні матері |
| ------- | ----- | ---------- | ---------------------------------- | -------------------- | ------------------------------ | --------------------------------------------------- | ------------- | --------------------- | ----------------- | ------------------------- | ------------- | ----------- | -------------------------- |
| 35774   | 13001 | 15370      | 102                                | 199                  | 3513                           | 716                                                 | 554           | 672                   | 1056              | 3904                      | 261           | 270         | 53                         |

### Смертність та народжуваність
Стан смертності та народжуваності у 2006—2010 роках:
| Рік  | Загальна чисельність населення | Померло на 1000 чол. (осіб) | Народилося на 1000 чол. (осіб) | Приріст/зменшення |
| ---- | ------------------------------ | --------------------------- | ------------------------------ | ----------------- |
| 2006 | 49165                          | 16,4                        | 13,6                           | -2,8              |
| 2007 | 48907                          | 16,1                        | 14,5                           | -1,6              |
| 2008 | 48585                          | 16,6                        | 14,4                           | -2,2              |
| 2009 | 48407                          | 15,6                        | 15,2                           | -0,4              |
| 2010 | 49168                          | 15,3                        | 14,2                           | -1,1              |

### Освітній рівень
Освітній рівень населення за даними Всеукраїнського перепису населення 2001 року:
| Освіта           | Чоловіки | Жінки | Разом |
| ---------------- | -------- | ----- | ----- |
| Вища             | 1071     | 1492  | 2563  |
| Незакінчена вища | 38       | 26    | 64    |
| Середня          | 9267     | 6275  | 15542 |
| Неповна середня  | 3520     | 3394  | 6914  |
| Початкова        | 3883     | 4183  | 8066  |
| Без освіти       | 2881     | 5389  | 8272  |
| Інша освіта      | 2133     | 3742  | 5873  |
| Разом            | 22793    | 24501 | 47294 |

## Економіка
Економічний потенціал району опирається на лісову промисловість. Основні галузі промисловості — деревообробка та перероблювання торфу. Промисловість району представлена 8 підприємствами: ТзОВ «Полісся-продукт», «Ритм» і «Торос», ВАТ БПФ «Дубротекс», «Дубровицький завод „Металіст“», ЗАТ «Завод побутової техніки», ДП «Іскра» і «Поліссятекстиль». На території Дубровицького району в селі Вербівка ведуться роботи з видобування торфу на торфородовищі МОРОЧНО-1.[джерело?]
Основні галузі сільського господарства — картопляне та зернове рослинництво, молочно-м'ясне та виробництво кормів. Діють 24 агропромислові підприємства. Площа сільськогосподарських угідь — 62,7 тис. га, з них ріллі — 30,6 тис. га, боліт — 11,3 тис. га, пасовищ — 11,0 тис. га.
Також діє розроблена інвестиційна програма розвитку підприємства, діє середній і дрібний бізнес. Станом на 2005 рік працювало 89 малих підприємств, було зареєстровано 612 фізичних осіб.

## Транспорт
Рівень охоплення сіл транспортним сполученням досягав 93 %. Базовим перевізником є ВАТ «АТП — 15642».[джерело?] Протяжність залізничних колій становить 34,1 км, автомобільних шляхів — 341,6 км. Залізничні станції в Дубровицькому районі: Дубровиця, Удрицьк, Милячі.

## Освіта
У районі у 2008 році працюювало 44 загальноосвітні школи, 20 дитсадків, ПТУ, автошкола, районний будинок школяра, музична школа.

## Інфраструктура
Медичне обслуговування здійснювала центральна районна лікарня на 240 ліжок, дві дільничні лікарні та 41 фельдшерсько-акушерський пункт. Діюли стоматологічна поліклініка, дитяча консультація, станція швидкої медичної допомоги, районний СЕС, ветеринарна лікарня, відділи трьох банків.

## Політика
Станом на 2011 рік кількість виборців становила 36 880 осіб.
25 травня 2014 року відбулися Президентські вибори України. У межах Дубровицького району була створена 51 виборча дільниця. Явка на виборах складала — 67,90 % (проголосували 24 856 із 36 609 виборців). Найбільшу кількість голосів отримав Петро Порошенко — 48,51 % (12 057 виборців); Юлія Тимошенко — 23,15 % (5 755 виборців), Олег Ляшко — 12,14 % (3 018 виборців), Анатолій Гриценко — 4,30 % (1 069 виборців). Решта кандидатів набрали меншу кількість голосів. Кількість недійсних або зіпсованих бюлетенів — 1,04 %.

## Культура
У Дубровицькому районі всього взято на облік 70 пам'яток історико-культурної спадщини, з них 20 археологічних, 48 історичних і 2 монументального мистецтва. Також Рівненської області нараховується 30 пам'яток історії.
У мережу закладів культури входять районний і 15 сільських будинків культури, 33 клуби, районні бібліотеки для дорослих і дітей, Дубровицький і Висоцький краєзнавчі музеї. Крім того, діють кінотеатр та 38 бібліотек.

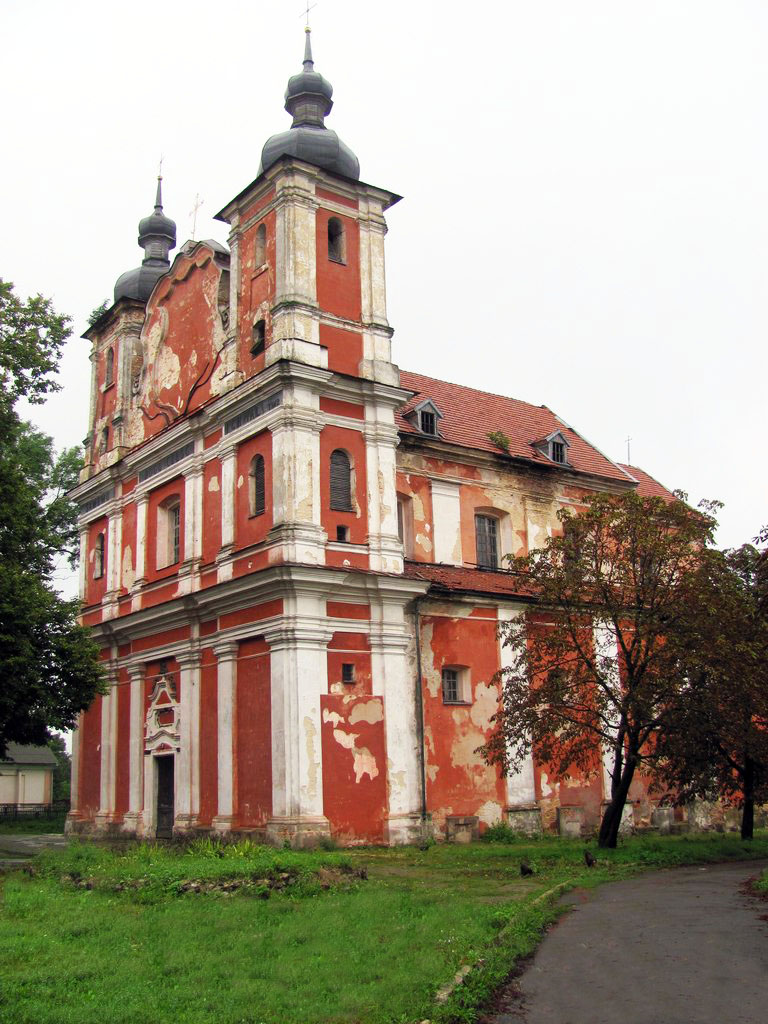
Костел Іоанна Хрестителя у Дубровиці

## Релігія
Діяли релігійні громади ПЦУ, УПЦ (МП), євангельських християн-баптистів.

## Засоби масової інформації
Виходила районна газета «Дубровицький вісник».

## Особистості

### Народилися
- Світлана Бабчук, українська співачка, заслужена артистка України (2002).
- Іван Базилевич, український лікар-терапевт, дослідник фізіології старіння, доктор медичних наук (1928), професор (1938).
- Теодозія Бриж, українська скульпторка, заслужена художниця України (1997).
- Уляна Кот, співачка, майстриня художнього ткацтва.
- Євген Кухарець, композитор, народний артист УРСР (з 1972 року), художній керівник і головний диригент Черкаського державного заслуженого українського народного хору.
- Георгій Харпак (Жорж Шарпак), французький фізик українського єврейського походження, лауреат Нобелівської премії з фізики (1992).
- Віталій Чишко, доктор історичних наук, академік.

#### Книги
- Коротун Л. К. Дубровицький район // Географічна енциклопедія України : [у 3 т.] / редкол.: О. М. Маринич (відповід. ред.) та ін. — К. : «Українська Радянська Енциклопедія» імені М. П. Бажана, 1989. — Т. 1 : А — Ж. — С. 373-374. — 416 с. — 33 000 екз. — ISBN 5-88500-005-0.
- Стрибулевич Л. Ф. Дубровицький район // Енциклопедія сучасної України / ред. кол.: І. М. Дзюба [та ін.] ; НАН України, НТШ. — К. : Інститут енциклопедичних досліджень НАН України, 2008. — Т. 8 : Дл — Дя. — 716 с. — ISBN 978-966-02-4458-0.
- Коротун І. М., Коротун Л. К. Географія Рівненської області в 3-х частинах. — Рівне, 1996. — 274 с.
- Дубровицький район // Історія міст і сіл Української РСР. Ровенська область. — К. : Головна редакція УРЕ АН УРСР, 1973. — С. 259. — 15 000 прим.
- Дубровиці — 1000 років: збірник матеріалів науково-краєзнавчої конференції. — Рівне : Перспектива, 2005. — 148 с.
- Дубровиччина: історія і сьогодення: наук.-допом. бібліогр. покажч. / Рівнен. обл. універс. наук. б-ка ; [уклад.: Л. М. Малишева, Т. В. Матушевська ; наук. ред. О. Л. Промська]. — Рівне: Волин. обереги, 2017. — 204 с. — ISBN 978-966-416-476-1

#### Офіційні дані та нормативно-правові акти
- Паспорт Дубровицького району (станом на 1 січня 2011 року) (doc). Дубровицька районна рада. Архів оригіналу за 10 лютого 2015. Процитовано 8 листопада 2019.

#### Інші
- Дубровицька централізована система публічно-шкільних бібліотек